# Asteas

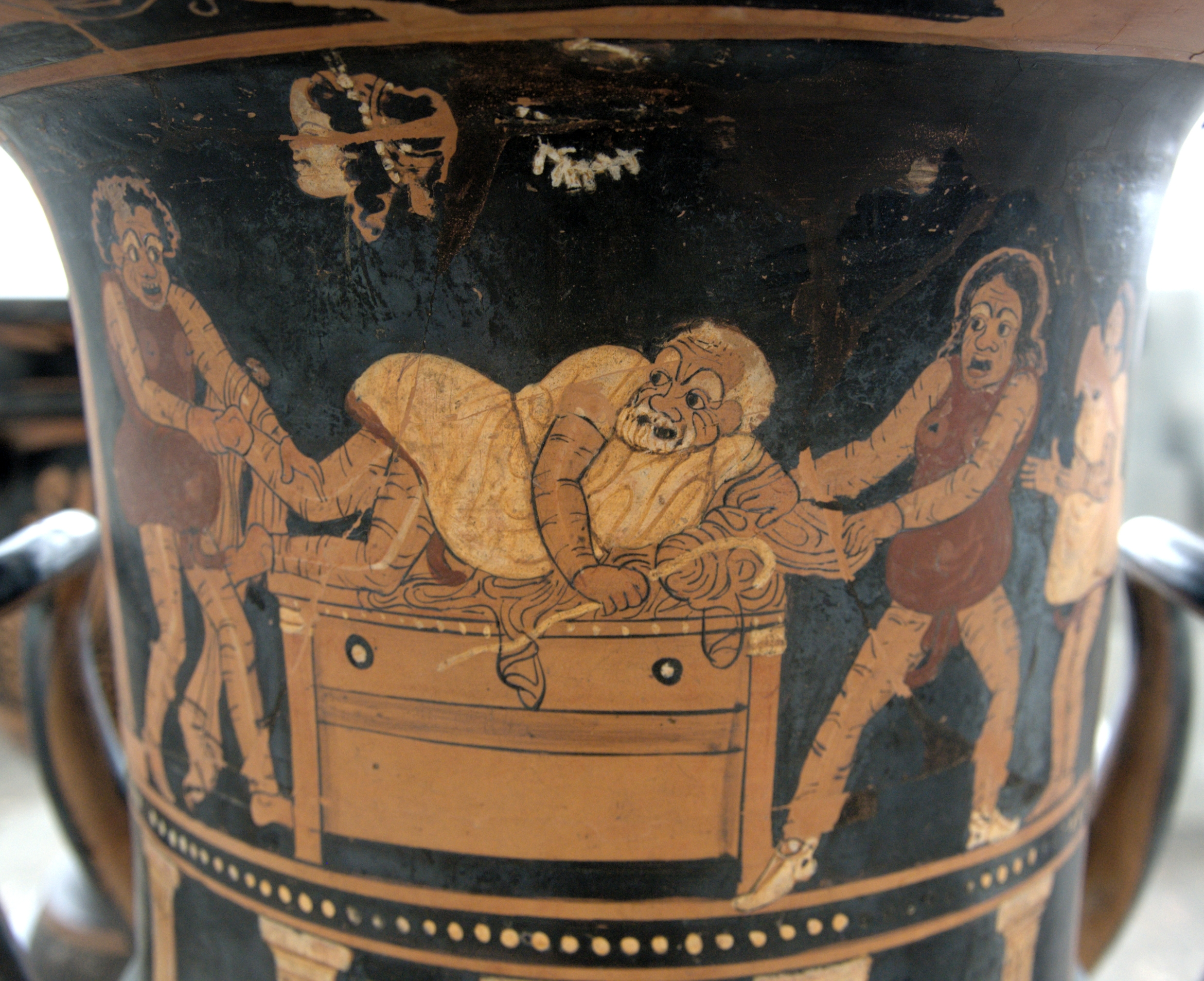
Phlyakenvase, Darstellung einer Theaterszene auf einem Kelchkrater (Antikensammlung Berlin F 3044)

Asteas (tätig zwischen 350 und 320 v. Chr. in Paestum) war ein griechischer, in Süditalien tätiger Vasenmaler und einer der Hauptvertreter der paestanischen Vasenmalerei. Er stand einer großen Werkstatt vor, in der vor allem Hydrien und Kratere bemalt wurden. Er malte vor allem mythologische und Theaterszenen. Er gehörte zu den wenigen namentlich bekannten, im antiken Italien tätigen, Vasenmalern.

## Ausgewählte Werke
- Antikensammlung Berlin

Kelchkrater F 3044
- Kassel, Staatliche Museen

Skyphos T 821
- ehemals Malibu, J. Paul Getty Museum

Kelchkrater 81.AE.78 (2006 als Fund aus einer Raubgrabung an Italien zurückgegeben. Jetzt (Stand: 2022) in Montesarchio, Museo archeologico nazionale del Sannio Caudino.)
Lekythos 96.AE.119 (2006 als Fund aus einer Raubgrabung an Italien zurückgegeben)
- Paris, Musée National du Louvre

Lekanis K 570
- Tampa, Tampa Museum of Art

Hydria 1989.98